# Kostrena Sveta Barbara
 Kostrena Sveta Barbara   (olaszul:  Costrena Santa Barbara ) falu Horvátországban, Tengermellék-Hegyvidék megyében. Közigazgatásilag Kostrenához tartozik.

## Fekvése
Fiume központjától 9 km-re délkeletre a Tengermelléken, a Kostrena-félszigeten fekszik.

## Története
Kostrena területe a 13. századtól a Frangepánok vinodoli hercegségéhez tartozott. A 16. és 17. században a Zrínyiek bakari uradalmának része volt, majd a család kihalása után előbb magyar, majd a 18. század végén osztrák kincstári birtok. Miután 1778-ban Bakar Mária Teréziától széles körű kiváltságokat kapott Sveta Barbara is a bakari municipium része lett. Szent Borbála tiszteletére szentelt templomát 1789-ben említik először, plébániáját 1839-ben alapították. 1874-ben Kostrena többi területeivel együtt különvált Bakarból és önálló község része lett. Az önállóságot Kostrena azonban csak 1876-ig élvezte, mert a tersattói, majd a sušaki községhez csatolták. 1920-ig Modrus-Fiume vármegye Sušaki járásához tartozott.

## Lakosság
| Lakosság változása | Lakosság változása | Lakosság változása | Lakosság változása | Lakosság változása | Lakosság változása | Lakosság változása | Lakosság változása | Lakosság változása | Lakosság változása | Lakosság változása | Lakosság változása | Lakosság változása | Lakosság változása | Lakosság változása | Lakosság változása |
| ------------------ | ------------------ | ------------------ | ------------------ | ------------------ | ------------------ | ------------------ | ------------------ | ------------------ | ------------------ | ------------------ | ------------------ | ------------------ | ------------------ | ------------------ | ------------------ |
| 1857               | 1869               | 1880               | 1890               | 1900               | 1910               | 1921               | 1931               | 1948               | 1953               | 1961               | 1971               | 1981               | 1991               | 2001               | 2011               |
| 68                 | 131                | 108                | 96                 | 93                 | 0                  | 0                  | 36                 | 40                 | 0                  | 0                  | 0                  | 280                | 30                 | 3                  | 0                  |

## Nevezetességei
Szent Borbála tiszteletére szentelt plébániatemplomát 1789-ben említik először. Főoltára feltételezhetően Antonio Michelazzi fiumei műhelyében készült, vagy ő, vagy tanítványai készítették. Lehetséges még, hogy Nicola Pasqualina munkája, aki a 19. század közepén a grobniki plébániatemplom számára elkészítette Michelazzi fiumei Szent Vid templomban álló szószékének pontos másolatát. Az oltáron, ahol egykor a védőszent képe állt ma Szent Borbála fából faragott szobra látható a tiroli  „ Jnsam & Prinoth“ műhelyéből. A Szent Miklós oltárt 1853-ban építették, rajta a szent 1860-ban festett képével.